# Futbol'ny Klub Naftan Navapolatsk
El Futbol'ny Klub Naftan Navapolatsk, en belarús ФК Нафтан Наваполацк, és un club de futbol belarús de la ciutat de Navapolatsk.

## Història

### Evolució del nom
- 1963: Fundat com a Neftyanik Novopolotsk
- 1981: Reanomenat Dvina Novopolotsk
- 1989: Reanomenat Kommunalnik Novopolotsk
- 1992: Reanomenat Naftan Navapolatsk
- 1995: Reanomenat Naftan-Devon Navapolatsk
- 2001: Reanomenat Naftan Navapolatsk

## Palmarès
- Copa belarussa de futbol:
  - 2008-09, 2011-12

## Naftan a Europa
| Temporada | Competició         | Ronda |         | Club                  | Anada   | Tornada |
| --------- | ------------------ | ----- | ------- | --------------------- | ------- | ------- |
| 2009-10   | UEFA Europa League | 2Q    | Bèlgica | Gent                  | 2-1 (C) | 0-1 (F) |
| 2012-13   | UEFA Europa League | 2Q    | Sèrbia  | Estrella Roja Belgrad | 3-4 (C) | 3-3 (F) |